# Secondo tempio di Gerusalemme
Il Secondo Tempio di Gerusalemme (anche Tempio di Erode o Secondo Tempio) è la ricostruzione del Tempio di Salomone, distrutto dal babilonese Nabucodonosor II nel 586 a.C.
Fu costruito dal 538, anno in cui il re persiano (Ciro secondo la Bibbia; Dario I in attuazione di un decreto di Ciro, secondo gli studiosi) consentì, dopo l'esilio babilonese, il rientro in patria degli Israeliti e la rifondazione del tempio, al 515 a.C., così come raccontato nel Libro di Esdra, e distrutto nel 70 d.C. dal generale romano Tito. Durante questo periodo esso fu il centro culturale e spirituale del giudaismo ed il luogo dei sacrifici rituali. Erode il Grande, a partire dal 19 a.C., fece un ampliamento importante del Secondo Tempio (in particolare la Fortezza Antonia); per questo motivo il Tempio di Gerusalemme, da quella data, viene anche chiamato Tempio di Erode.

## Costruzione del Secondo Tempio
Dopo il ritorno dall'esilio babilonese, sotto la guida di Zorobabele, governatore della Giudea persiana, e di Giosuè, sommo sacerdote, immediatamente si cerca di ricostruire Gerusalemme e la Giudea, devastati ed abbandonati 70 anni prima.
Gli esuli che ritornano in Giudea sono animati da grande fervore religioso e desiderano ricostruire il luogo di culto e riprendere il rituale dei sacrifici. Sono sostenuti in questo fervore dai profeti Aggeo e Zaccaria, autori, rispettivamente, del Libro di Aggeo e del Libro di Zaccaria. Essi erigono l'altare di Dio precisamente nel suo antico luogo. Nel 535 a.C. le fondazioni del Secondo Tempio sono concluse. Il Tempio è pronto per essere consacrato nella primavera del 515 a.C., più di venti anni dopo il ritorno da Babilonia.
Secondo i calcoli fatti da Giuseppe Flavio:
(Giuseppe Flavio, La guerra giudaica, VI, 4.8.269-270.)

## Struttura

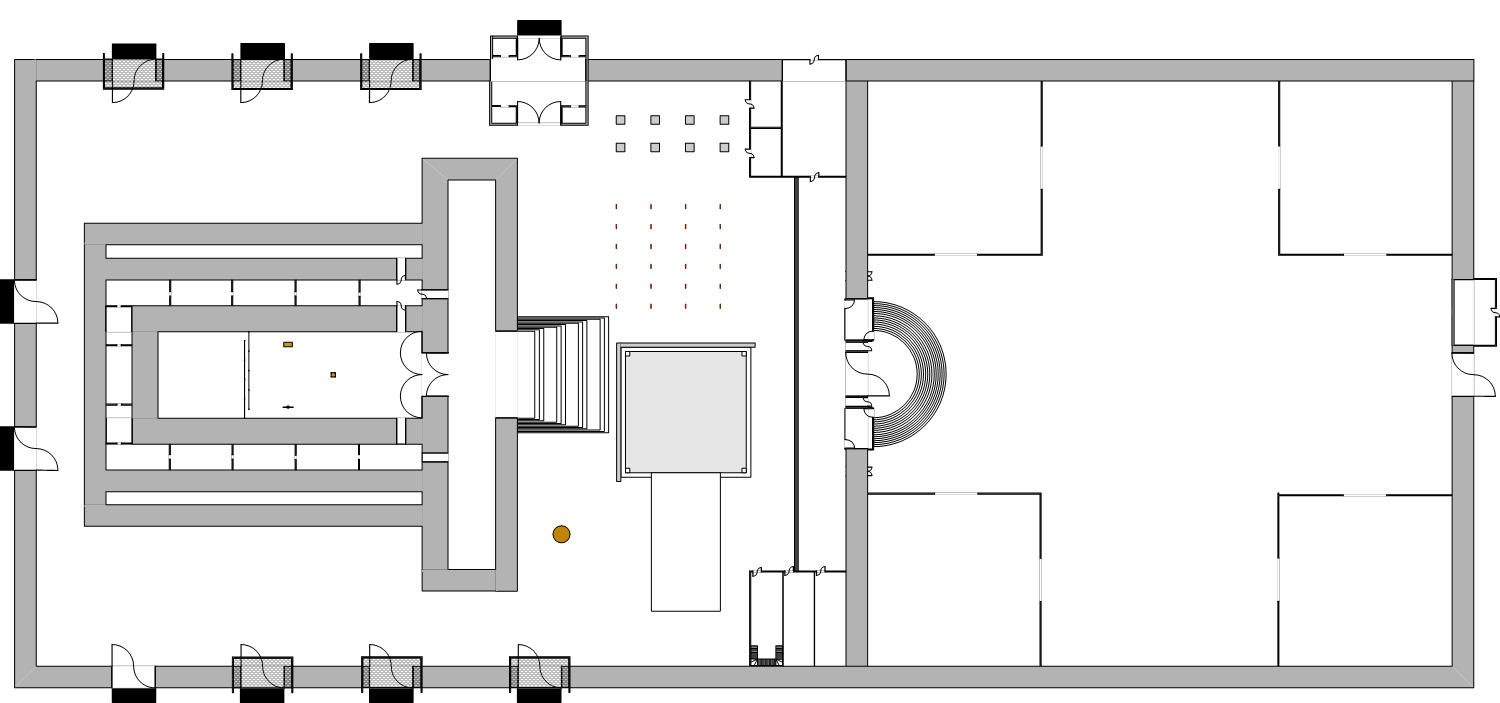
Pianta del tempio, come descritto da Giuseppe Flavio con le quattro porte sui lati sud e nord, le due sul lato occidentale, ecc.

Secondo la descrizione fatta da Giuseppe Flavio al tempo dell'assedio del 70 durante la prima guerra giudaica, il grande tempio, sorgeva su una collina imprendibile, anche se ai primordi la spianata sulla sommità era appena sufficiente a contenere il santuario e l'altare, poiché tutto intorno vi erano profondi burroni. Re Salomone, che fu il fondatore del tempio, innalzò sul lato orientale un bastione alla sommità del quale vi costruì un portico. Nel corso dei secoli seguenti il popolo di Gerusalemme continuò a trasportare terra, allargando sempre più la spianata sulla cima. Fu così che procedettero prima ad abbattere il muro settentrionale, poi allargarono lo spiazzo andando ad includere col tempo il recinto dell'intero tempio. In seguito costruirono anche sugli altri tre lati della collina dei bastioni, vi racchiusero il santuario. Dove il terreno circostante era maggiormente scosceso e profondo, il bastione fu innalzato per trecento cubiti (133 metri) e in alcuni punti anche di più. I blocchi usati in questi lavori misuravano fino a quaranta cubiti (17,8 metri).
Tutti i portici avevano un doppio ordine di colonne alte venticinque cubiti (ciascuna di un unico pezzo di marmo bianchissimo, perfettamente levigato e simmetrico), con i soffitti rivestiti di pannelli di cedro. La larghezza dei portici era di trenta cubiti e il loro perimetro complessivo, che racchiudeva anche la fortezza Antonia, era di sei stadi. Tutto lo spazio incluso dal portico era pavimentato con pietre di svariate qualità e colori. Chi lo attraversava per raggiungere il secondo piazzale, si trovava di fronte ad una balaustra in pietra, alta tre cubiti, dove erano poste una serie di lapidi con incise le leggi della purificazione, alcune in lingua greca altre in latino, affinché nessuno straniero potesse entrare nel luogo santo, seconda parte del tempio.

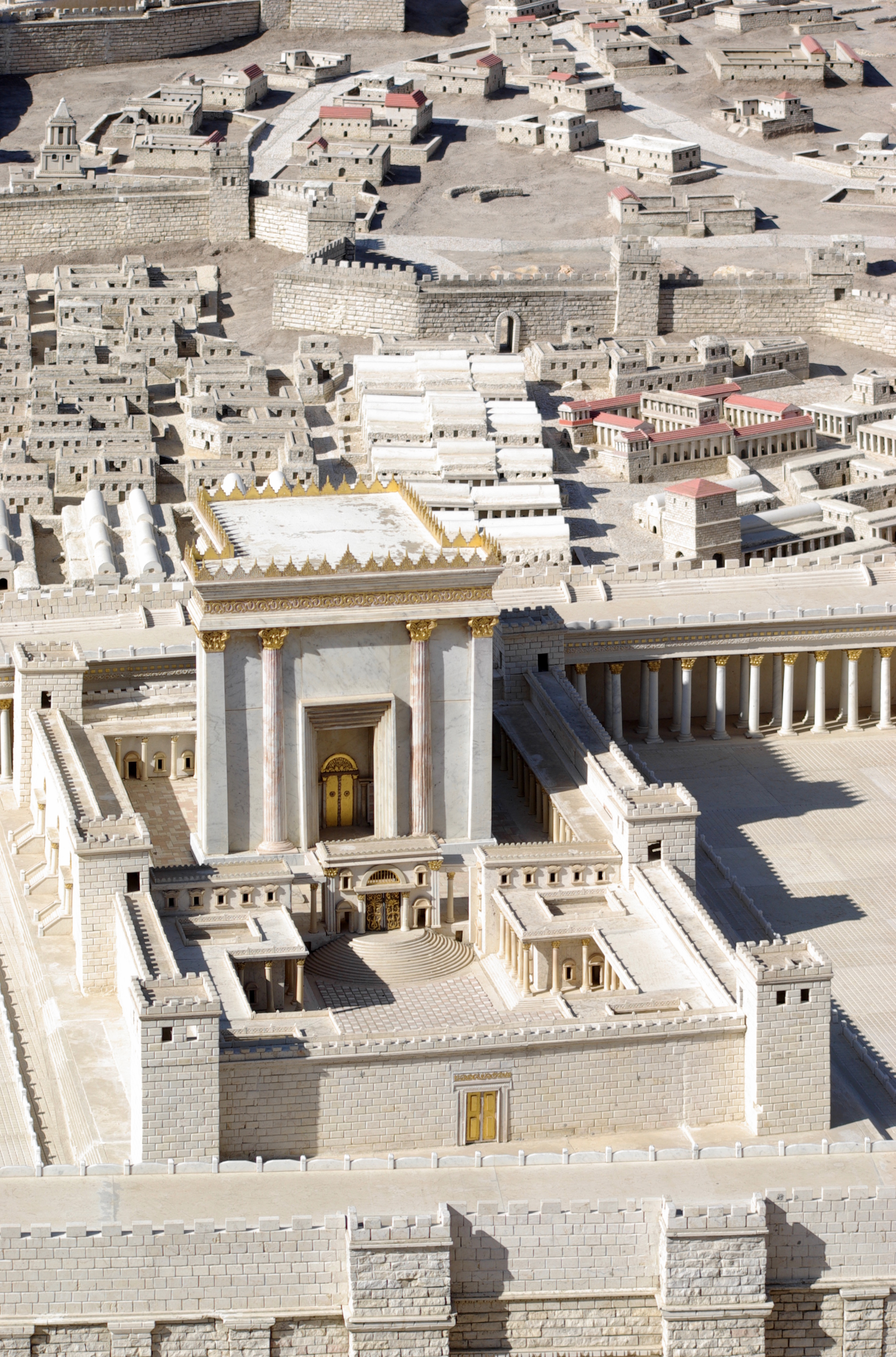
Ricostruzione ideale del tempio: la scalinata di quattordici gradini da cui si accedeva al secondo cortile interno, ecc.

Vi si accedeva attraverso una scalinata di quattordici gradini, e la parte superiore aveva forma di un quadrato, racchiusa da un muro che rispetto all'esterno era alto quaranta cubiti, internamente invece di venticinque cubiti, poiché il pavimento interno poggiava su un livello superiore della collina. Terminati i quattordici scalini, ci si trovava su una terrazza pianeggiante larga dieci cubiti fino al muro. Da qui ancora scale di cinque scalini che portavano alle porte: a nord e a sud erano otto, quattro su ciascun lato, mentre a oriente erano due (da questa parte vi era un'area riservata alle donne per le loro cerimonie di culto). Anche sugli altri lati c'era una porta a sud e una porta a nord, per consentire alle donne di entrare nel loro recinto, visto che dalle altre porte non era consentito loro di passare. Sul lato occidentale non v'era infine alcuna porta. I portici fra le porte, rivolti dal muro verso l'interno, di fronte alle sale del tesoro, erano sorrette da un solo ordine di grandi colonne.
Nove delle porte erano ricoperte d'oro e d'argento, come pure gli stipiti e gli architravi, mentre quella fuori del santuario era di bronzo di Corinto ed era più pregiata di quelle ricoperte d'argento e d'oro. Ogni porta aveva due battenti, ciascuno dei quali aveva dimensioni pari a trenta cubiti di altezza e quindici di larghezza. Al di là della soglia, gli ingressi verso l'interno avevano su due lati delle esedre a forma di torre, larghe e lunghe trenta cubiti, alte più di quaranta cubiti. Ciascuna poggiava su due colonne che avevano una circonferenza di dodici cubiti ciascuna. Stesse dimensioni avevano le altre porte, mentre molto più grande era la porta che si trovava ad occidente della porta Corinzia e che si apriva dal recinto delle donne verso est, di fronte alla porta del santuario. Questa porta era alta infatti cinquanta cubiti, con battenti di quaranta cubiti, e una decorazione più ricca con notevoli rivestimenti d'argento e d'oro. La decorazione delle nove porte fu ordinata da Alessandro, il padre di Tiberio. Dal recinto delle donne alla porta più grande si saliva mediante una scala di quindici scalini, poiché questi ultimi erano più bassi dei cinque scalini che conducevano alle altre porte.

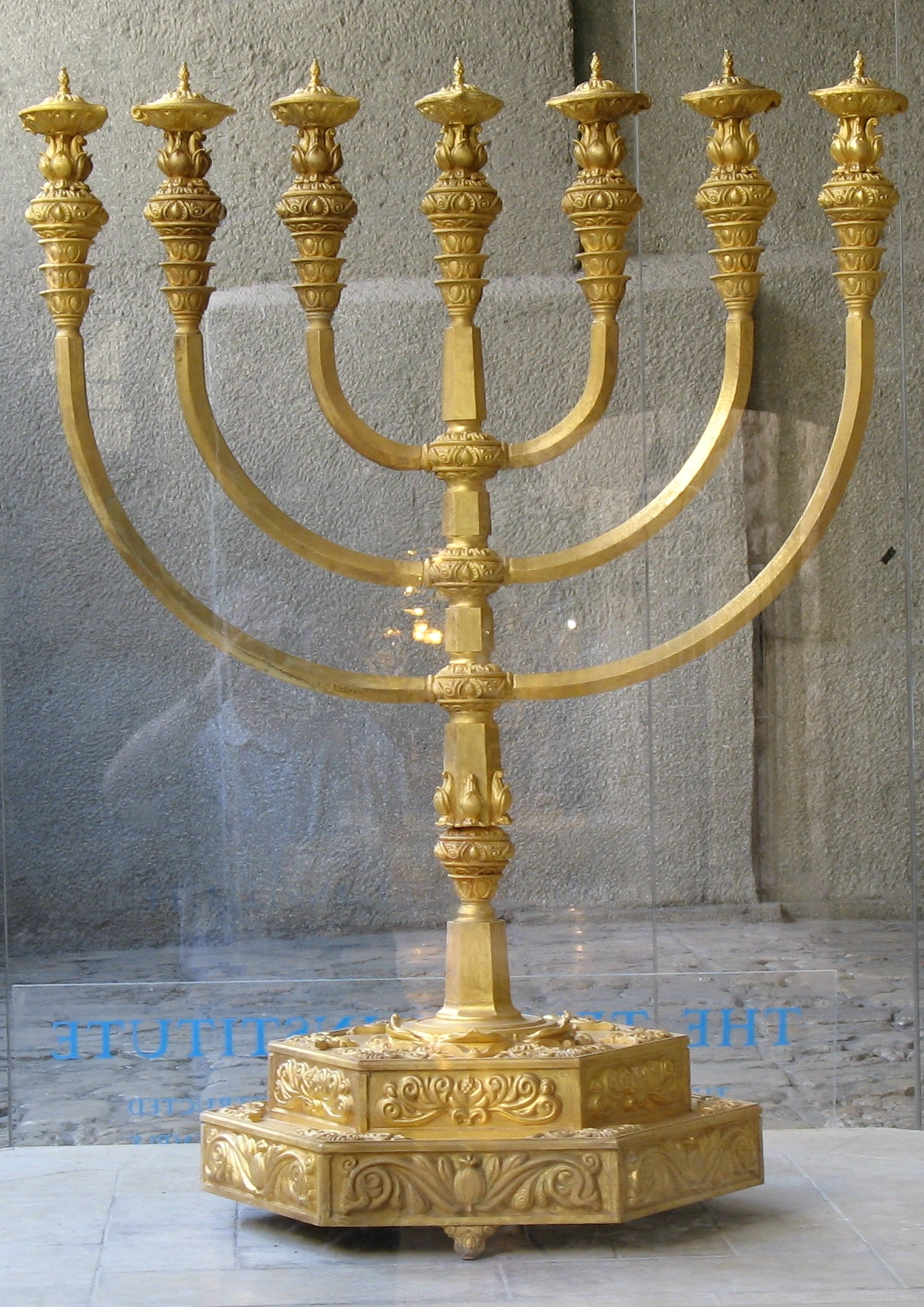
Ricostruzione della Menorah (lampada a sette bracci) del Tempio (Temple Institute)

Il santuario vero e proprio, o sacro tempio, sorgeva nel mezzo e vi si accedeva da dodici scalini. L'altezza della facciata era uguale alla larghezza, pari a cento cubiti (44,45 metri), mentre la parte posteriore era di quaranta cubiti più stretta, in modo che sul davanti fosse più larga di venti cubiti da entrambe le parti. La porta principale misurava settanta cubiti di altezza e venticinque di larghezza, completamente ricoperta d'oro nella sua parte esterna. All'interno il tempio era diviso su due piani e solo il vestibolo appariva come un unico corpo con l'altezza di novanta cubiti, la larghezza di cinquanta e la profondità di venti. La porta di accesso al tempio era ricoperta d'oro come tutta la parete in cui era inserita. Al di sopra vi erano dei tralci di viti d'oro da cui pendevano grappoli della grandezza di un uomo. La porta di accesso aveva dei battenti d'oro alti cinquantacinque cubiti e larghi sedici. Davanti pendeva una tenda babilonese, di identica altezza e di vari colori, dal lino bianco alla lana azzurra, rossa e purpurea. Col rosso si alludeva al fuoco, col lino alla terra, con l'azzurro all'aria e con la porpora al mare, poiché il lino è prodotto dalla terra e la porpora dal mare. Sulla tenda era, quindi, rappresentata tutta la volta celeste, esclusi i segni dello zodiaco.
La parte inferiore del santuario era alta sessanta cubiti, lungo altrettanto e largo venti. I sessanta cubiti di lunghezza erano suddivisi in due parti. La prima, lunga circa quaranta cubiti, conteneva tre opere d'arte famosissime a quel tempo: una Menorah (lampada a sette bracci), una tavola e un altare per gli incensi. I sette bracci della lampada rappresentavano i pianeti; i dodici pani sulla tavola simboleggiavano i segni zodiacali e l'anno. L'altare degli incensi era dotato di tredici profumi ricavati da mare e terra, a significare che tutto viene da Dio.
La parte successiva del tempio misurava venti cubiti ed era separata da una tenda. Era una parte accessibile solo al sommo sacerdote e inaccessibile ed inviolabile a chiunque, e si chiamava il "Santo dei Santi". Ai lati del santuario inferiore si trovavano numerose stanze disposte su tre piani, comunicanti fra loro, alle quali si aveva accesso attraverso una serie di porte poste su entrambi i lati dell'ingresso. La parte superiore del tempio non aveva stanze, essendo meno larga ed innalzandosi per quaranta cubiti. Aveva poi meno ornamenti rispetto alla parte inferiore. E così se sommiamo i quaranta della parte superiore ai sessanta della parte inferiore otteniamo un'altezza complessiva di cento cubiti.
All'esterno il tempio era ricoperto ovunque da massicce piastre di oro, tanto che fin dal sorgere del sole rifletteva la luce in modo abbagliante per chi lo guardava. A chi si dirigeva verso Gerusalemme, appariva da lontano come un monte coperto di neve, poiché dove non era ricoperto d'oro lo era di pietra bianchissima. Sulla sommità erano posti degli spuntoni d'oro estremamente aguzzi per impedire agli uccelli di posarvisi sopra e imbrattare il tempio. Alcuni dei blocchi di pietra misuravano quarantacinque cubiti di lunghezza, cinque di altezza e sei di larghezza. Davanti al tempio si trovava un altare alto quindici cubiti, largo e lungo cinquanta cubiti, a pianta quadrata, con gli angoli sporgenti a forma di corni. Vi si accedeva dalla parte meridionale. Il tempio e l'altare erano circondati da un parapetto di pietra levigata, alto un cubito, che separava il popolo dai sacerdoti.
Il tempio conteneva un atrio dei gentili, che non poteva essere oltrepassato a pena della morte, e tre aree per i membri del popolo d'Israele (uomini, donne, sacerdoti). Dall'atrio dei sacerdoti quindici gradini conducevano alla Porta di Nicanore, che dava accesso al luogo santo (hekal), all'atrio centrale che conteneva la Menorah, all'altare dei pani e degli incensi e all'ulàm (sei stanze: tre a nord e una a sud per la preparazione degli agnelli sacrificali; a sud, una stanza delle vasche per i lavacri rituali dei sacerdoti prima del sacrificio e una sala della pietra levigata dove i sacerdoti recitavano al mattino lo Shemà Israel e dove si riuniva il Sinedrio). Il tempio aveva 13 porte d'ingresso con altrettante cassette di raccolta delle offerte. Tutti intorno al tempio c'erano le stanze dei sacerdoti suddivise in tre piani, per un totale di 38 stanze (15 a nord, 15 a sud e 8 occidente). Per mezzo di una scala a spirale si accedeva alle stanze e si saliva sulla terrazza sopra queste stanze.
Intorno a questa struttura la Fortezza Antonia permetteva ai Romani -cui era vietato di entrare nel tempio a pena della morte, in quanto pagani- di controllare ciò che accadeva all'interno del tempio, specialmente durante le tre feste annuali dei Regalim che vedevano l'ingresso di folle di pellegrini a Gerusalemme, rendendo più frequenti i tumulti.

## La giornata-tipo
La giornata nel Secondo Tempio di Gerusalemme al tempo di Gesù si svolgeva nel modo seguente:
- Per gli ebrei la giornata liturgica finiva e cominciava con il tramonto: appena scendeva la notte, venivano chiuse le porte del tempio e alcuni leviti le presidiavano, mentre altri vegliavano in preghiera in appositi spazi e altri ancora dormivano;
- Quando era mattina i sacerdoti facevano un bagno rituale per purificarsi e prepararsi alla liturgia della giornata. L'altare degli olocausti veniva ripulito e venivano colti i panni da riporre sull'altare apposito;
- Veniva tirato il purim per sorteggiare il sacerdote che avrebbe dovuto sacrificare l'agnello a porte chiuse. Il risultato del sorteggio non era visto come casuale, ma era inteso come espressione della volontà di Dio;
- Il sacerdote designato aspergeva col sangue del prigioniero della giornata l'altare dei sacrifici. Questo agnello veniva poi diviso in 12 pezzi (pari al numero delle dodici tribù di Israele chiuse) e collocato sull'altare dei sacrifici. L'agnello doveva essere senza difetti e prima di essere sacrificato veniva abbeverato per un'ultima volta;
- Dopo il primo sacrificio mattutino, un sacerdote si recava sul luogo più alto del tempio in attesa del sorgere del sole che avviava la giornata liturgica. Secondo una tradizione della scuola di Hillel (la più rigida del periodo dei tannaiti), il sacrificio mattutino aveva la capacità di cancellare i peccati di Israele;
- Venivano aperte le porte del tempio e accese cinque delle sette candele della menorah. Il sacerdoti si spostavano nella sala della pietratagliata (dove avvenivano anche le riunioni del Sinedrio) per recitare lo shemà Israel (cfr. Deut. 6:9, Deut. 11:13-21, Nm 15:37-41);
- Dopo questa preghiera che il pio israelita recita ogni mattino e sera, tra le 24 famiglie sacerdotali dal tempio veniva sorteggiato il sacerdote che doveva offrire l'incenso e venivano così accese le ultime due candele della Menorah;
- Un sacerdote prendeva la magrefà (probabilmente uno strumento musicale in bronzo) e la gettava presso l'altare. Il rumore dello strumento era il segnale che i fedeli potevano riunirsi nel cortile degli uomini. I leviti si ponevano sui gradini della porta di Nicanore per intonare i salmi;
- Uscito dal Santo, il sacerdote si recava sulla piattaforma dell'altare dei sacrifici per benedire il popolo alzando le mani sopra la testa (cfr. Nm 6:24-26);
- Dopo la benedizione, altri 12 sacerdoti designati per la cerimonia salivano la rampa e procedevano ad offrire le dodici parti in cui era stato suddiviso l'agnello per il sacrificio. Ognuno di essi consegnava la propria parte al sacerdote che presiedeva a rito, il quale lo prendeva, lo faceva oscillare sopra all'altare e lo gettava nel fuoco;
- Compiuta l'offerta, si suonavano i cembali e i leviti cominciavano a cantare, segno della conclusione del sacrificio mattutino dell'agnello. Da quel momento, per tutto il giorno i fedeli potevano presentare i loro sacrifici personali. I sacerdoti ricevevano una parte della carne dei sacrifici per il perdono dei peccati;
- Durante l'ora nona aveva luogo il sacrificio vespertino, ripetendo l'offerta dell'incenso dell'agnello. Al termine della cerimonia, i sacerdoti deponevano i loro abiti negli armadi adibiti e tornavano nei loro alloggi. Il sabato e nei giorni di festa, durante la giornata si offriva un terzo agnello per tutto il popolo.

## Differenze con il Primo Tempio
Alcuni elementi erano andati persi con la distruzione del primo tempio e non poterono essere rimpiazzati: l'Arca dell'Alleanza, gli Urim e Tummim, l'olio santo, il fuoco sacro, le tavole dei dieci comandamenti, la manna ed il bastone di Aronne.
A differenza del Primo Tempio, il Secondo Tempio possedeva una parte di cortile esterno nel quale potevano pregare i non-ebrei (Goyim), i quali adoravano Dio ma non erano sottomessi alle leggi del Giudaismo.

## Ampliamento con Erode
Verso il 19 a.C. Erode il Grande mise mano ad un rinnovamento e a un ampliamento importante del Secondo Tempio. Il monumento risultante viene talvolta chiamato "Tempio di Erode". I lavori, comprensivi di tutte le diverse parti, terminarono nel 64 d.C., solamente sei anni prima della sua definitiva distruzione (70).

## Cerimonia e processione
Coloro che, pur essendo di stirpe sacerdotale, non partecipavano alle sacre funzioni a causa di difetti fisici, stavano all'interno del parapetto insieme con i sacerdoti senza difetti, portavano vesti comuni, poiché solo chi officiava alla funzione poteva indossare le sacre vesti. Salivano, quindi, all'altare e al santuario solo i sacerdoti senza peccato, vestiti di bisso, che si astenevano dal bere vino puro.
Insieme a questi saliva anche il sommo sacerdote, solo nei giorni di sabato, nei noviluni o in occasione di una qualche festività nazionale o anche durante l'assemblea annuale di tutto il popolo. Il sommo sacerdote officiava con un paio di brache, sopra una sottoveste di lino e al di sopra una veste sontuosa color azzurro lunga fino ai piedi, ornata di frange, con appesi campanelli d'oro (simboli del tuono) e melagrane (simboli del fulmine). La fascia che si trovava sul petto era ricamata con strisce di cinque colori, l'oro, la porpora, il rosso, il lino e l'azzurro. Anche la mantellina aveva gli stessi colori, ma con maggior quantità di oro. La mantellina era fissata con due fermagli d'oro adornate da magnifiche gemme su cui erano incisi i nomi eponimi delle tribù che compongono Israele. Nella parte anteriore dell'abito pendevano dodici pietre, disposte su quattro file, una sardonica, un topazio, uno smeraldo, un carbuncolo, un diaspro, uno zaffiro, un'agata, un'ametista, un ligurio, un onice, un berillo e un crisolito, sulle quali erano incise le dodici tribù di Israele. Il capo era coperto da una tiara di bisso con la parte orlata in azzurro ed una corona d'oro, con in rilievo le lettere sacre (quattro vocali). Queste vesti erano solo per le cerimonie più importanti.

## Distruzione del Secondo Tempio

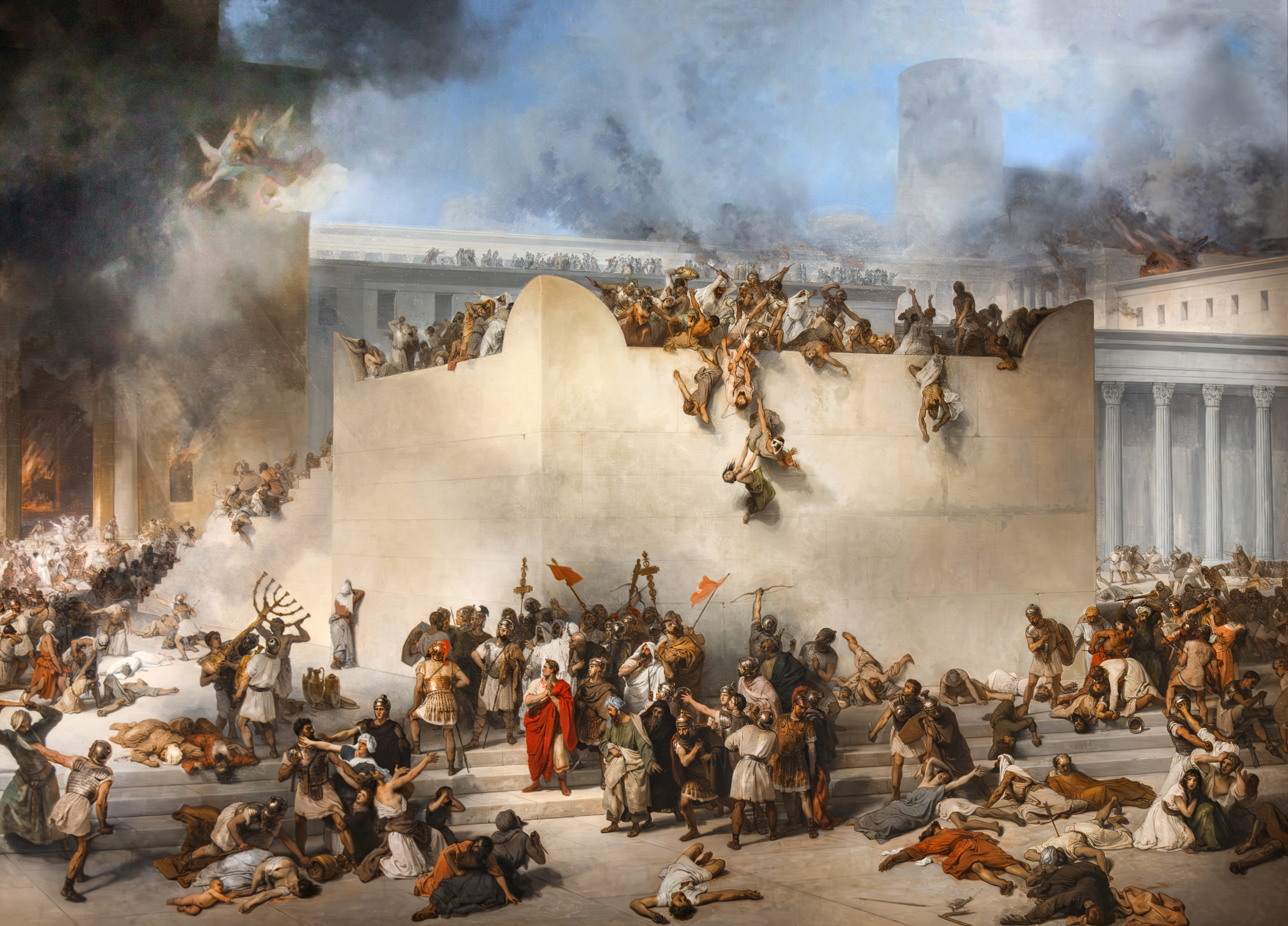
La distruzione del Secondo Tempio, dipinto di Francesco Hayez

Nel 66 scoppiò un'insurrezione ebraica che diede inizio alla prima guerra giudaica. Quattro anni più tardi, nel 70, le legioni romane comandate da Tito riconquistarono e distrussero Gerusalemme, compreso il Secondo Tempio. Questo avvenimento, particolarmente doloroso nella storia giudaica, è commemorato ogni anno il nono giorno del mese ebraico Av.